# Ursula Reinhardt-Kiss
Ursula Reinhardt-Kiss (* 30. November 1938 in Letmathe, heute Stadt Iserlohn) ist eine deutsche Opernsängerin mit der Stimmlage Koloratursopran.

## Leben
Ursula Reinhardt-Kiss studierte bei Ellen Bosenius in Köln und Irma Beilke in Berlin.
Später studierte sie bei dem Dirigenten und Gesangspädagogen Luigi Ricci in Rom.
Ihr Debüt erfolgte 1967 am Landestheater Saarbrücken als Marie in Albert Lortzings Der Waffenschmied. Dort blieb sie bis 1969 und gehörte von 1969/1970 zum Ensemble des Stadttheaters Aachen. Bereits ist sie dort sehr erfolgreich als Lulu von Alban Berg, wegen plötzlicher Erkrankung der Gastsängerin – ohne eigener Orchesterprobe – eingesprungen.
Danach ist sie für eine Spielzeit nach Saarbrücken zurückgekehrt – ihr Mann Ferenc Kiss war dort 1. Konzertmeister. Sie hat in Saarbrücken ebenfalls sehr erfolgreich die Lulu von Alban Berg verkörpert.
Sie hatte als lyrische Koloratursopranistin eine erfolgreiche Karriere, die sie nach Lübeck, Köln, Zürich und Antwerpen führte. Als ständiger Gast wirkte sie an der Staatsoper sowie der Komischen Oper Berlin, an der Staatsoper Dresden und der Oper Leipzig, der Mailänder Scala, der Königlichen Oper Kopenhagen, der Oper in Rom, der Oper Lüttich (1985 als Salomé in der Hérodiade von Jules Massenet) und an der Grand Opéra zu Paris.
An der Staatsoper Dresden sang sie die Aminta an der Seite von Theo Adam die Hauptrolle in der Schweigsamen Frau von Richard Strauss, an der Komischen Oper Berlin die Susanna in Walter Felsensteins letzter Inszenierung (Figaros Hochzeit, 1975) und als Lulu von Alban Berg in der Inszenierung von Joachim Herz.
1977 sang sie am Opernhaus Zürich in der Uraufführung von Rudolf Kelterborns Ein Engel kommt nach Babylon. 1983 gastierte sie am Schlosstheater Drottningholm in Domenico Cimarosas Il fanatico burlato. 1985 sang sie bei der Wiedereröffnung der Oper Graz in der Oper Angelica Vincitrice di Alcina von Johann Joseph Fux, und ebenda schließlich dann im September 1987 in der Uraufführung von Friedrich Cerhas Oper Der Rattenfänger.
Das Bühnenrepertoire von Reinhardt-Kiss beinhaltet primär Rollen von Mozart und Richard Strauss, doch erwies sie sich stets auch als berufene Interpretin der Moderne. Erfolgreich war sie auch im Konzertfach und in Oratorien.

## Schallplatten
- Philips (Kirchenmusik von Mozart)
- Eterna (Lazarus von Franz Schubert; zeitgenössische Kompositionen von Luigi Nono, darunter Epitaph für García Lorca)
- Pelca (Le roi David von Arthur Honegger).

## Filmografie
- 1976: Die Hochzeit des Figaro (Theateraufzeichnung)